# American Bible Society
Az Amerikai Biblia Társaság (ABS) egy 1816-ban alapított csoportosulás, amely Bibliákat fordít, kiad és terjeszt.
A központja New Yorkban van, ahol sok különböző kiadású Bibliát kezelnek. Sok igen ritka vagy különleges példány is megtalálható ott. 
1999.-ben indította el első Internetes online hittérítő misszióját (http://www.forministry.com/). Elérhetővé tették a webbuilder szoftver-eszközt, melyet egyházak számára kínálnak azok weblapjának frissen tartására.
Sok oldal jelent meg azóta, ahol  a felhasználók közzé tehetik, hogy életüket milyen mértékben változtatta meg a Biblia, milyen tapasztalatokat szereztek a misszionáriusi munkájuk során (Pl.: http://www.shareyourstorynow.org/ Archiválva 2006. október 30-i dátummal a Wayback Machine-ben).
2000 és 2001 között 4 113 106 teljes Biblia és 8 322 112 darab Újszövetség példányt adtak el (Contemporary English Version ill. Good News Translation).
Az ABS jelenlegi elnöke Dr. Paul Irwin, akit 2006.-ban megválasztott a tábla. 2006.-ban indult a https://web.archive.org/web/20070105093016/http://www.abspresents.org/, amely tv-sorozat arról, ahogyan dr. Irwin meginterjúvolja a különböző Biblia-tudósokat.